# Infurcitinea yildizae
Infurcitinea yildizae är en fjärilsart som beskrevs av Ahmet Ömer Koçak. Infurcitinea yildizae ingår i släktet Infurcitinea och familjen äkta malar. Inga underarter finns listade i Catalogue of Life.